# CGS-12066A
CGS-12066A je lek koji deluje kao potentan i selektivan agonist za  receptora sa nižim afinitetom za tri  receptorska tipa. On se koristi za istraživanje uloge  receptora u različitim procesima uključujući percepciju bola, kao i cikluse spavanja i budnost.